# Väse
Väse is een plaats in de gemeente Karlstad in het landschap Värmland en de provincie Värmlands län in Zweden. De plaats heeft 517 inwoners (2005) en een oppervlakte van 72 hectare. 

## Verkeer en vervoer
Bij de plaats lopen de Europese weg 19 en Länsväg 240.
De plaats groeide vanwege haar station aan de spoorweg Värmlandsbanan.